# Crève-Coeur
De Crève-Coeur wordt gezien als het oudste Franse kippenras.

## Oorsprong
De oorsprong van het ras ligt in Crèvecœur-en-Auge, in Normandië en stamt hoogst waarschijnlijk af van de al in de 15de eeuw bekende Padua (Polverara), een baardkuifhoen (genoemd door Bernardino Scardeone,1478–1554).
Crève-Coeurs werden gehouden voor hun smakelijke vlees. Om het profijt te verhogen werd in de 19de eeuw de oorspronkelijke Crève-Coeur gekruist met de Dorking, nadien is het ras vrijwel niet gewijzigd.
De Crève-Coeur is tot aan het einde van de negentiende eeuw populair. Op de Parijse Expositie van 1855 (Exposition Universelle 1855) werd een van de twee prijzen voor pluimvee gereserveerd voor de Crève-coeurs en de tweede voor alle andere rassen!

## Kenmerken
Het ras valt op door de kuif en een driedelige baard en de hoorntjeskam.
De volle kuif is op een schedelknobbel geplaatst en de kop is voorzien van een volle driedelige baard. Deze bevedering kan zo dicht worden dat de kip weinig meer ziet. Door gerichte fok tracht men dit te voorkomen.
De kam is een typische hoorntjeskam, de hoorntjes groeien V-vormig uit elkaar met aan de aanzet een bolvormige basis. De Crève-Coeur dankt aan deze kam zijn bijnaam duivelskop.
De korte poten zijn onbevederd en leiblauw van kleur. De ogen zijn geelrood.
De hennen leggen witte eieren, maar het ras valt onder de vleesrassen. De Crève-Coeur is een rustig kippenras en kan goed tam gemaakt worden.
Nauw verwant aan de Crève-Coeur is de Merleraut, zonder baard maar met hoorntjeskam en kuif.

## Consumptie
De Crève-Coeur is geliefd om de verfijnde smaak zowel van het vlees als van de opvallend grote, witte eieren.
In het verleden werd de kip vooral gehouden voor de vleesproductie, vanuit de streek Pays d'Auge werden in 1855 bijna 150.000 exemplaren geëxporteerd naar de Grande halle de la Villette in Parijs bestemd voor de tafels der rijken.
Het bekendste recept is de Normandische (kip)filet (L' Escalope Normande) en de Le Poulet du val D'Auge.

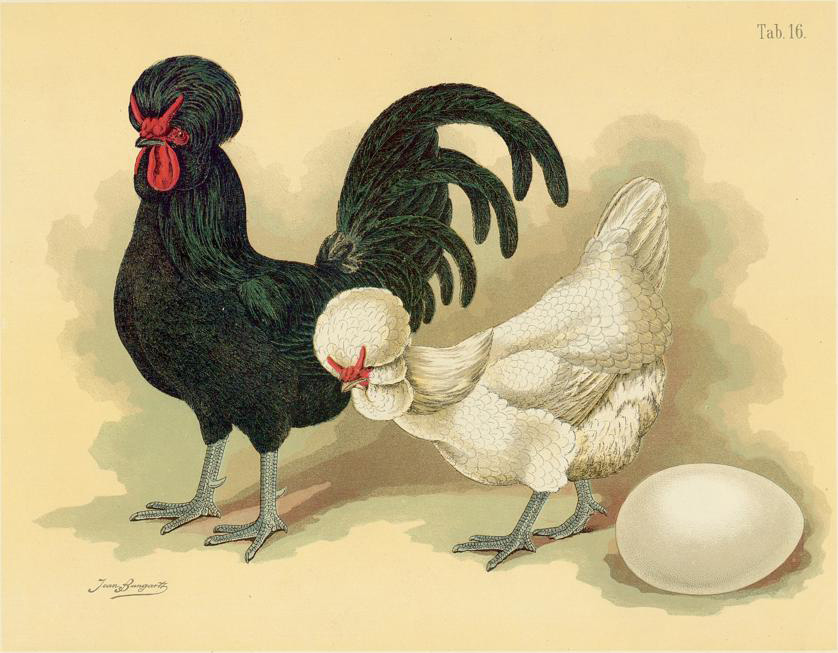
Hühner (Geflügel-Album, Jean Bungartz, 1885
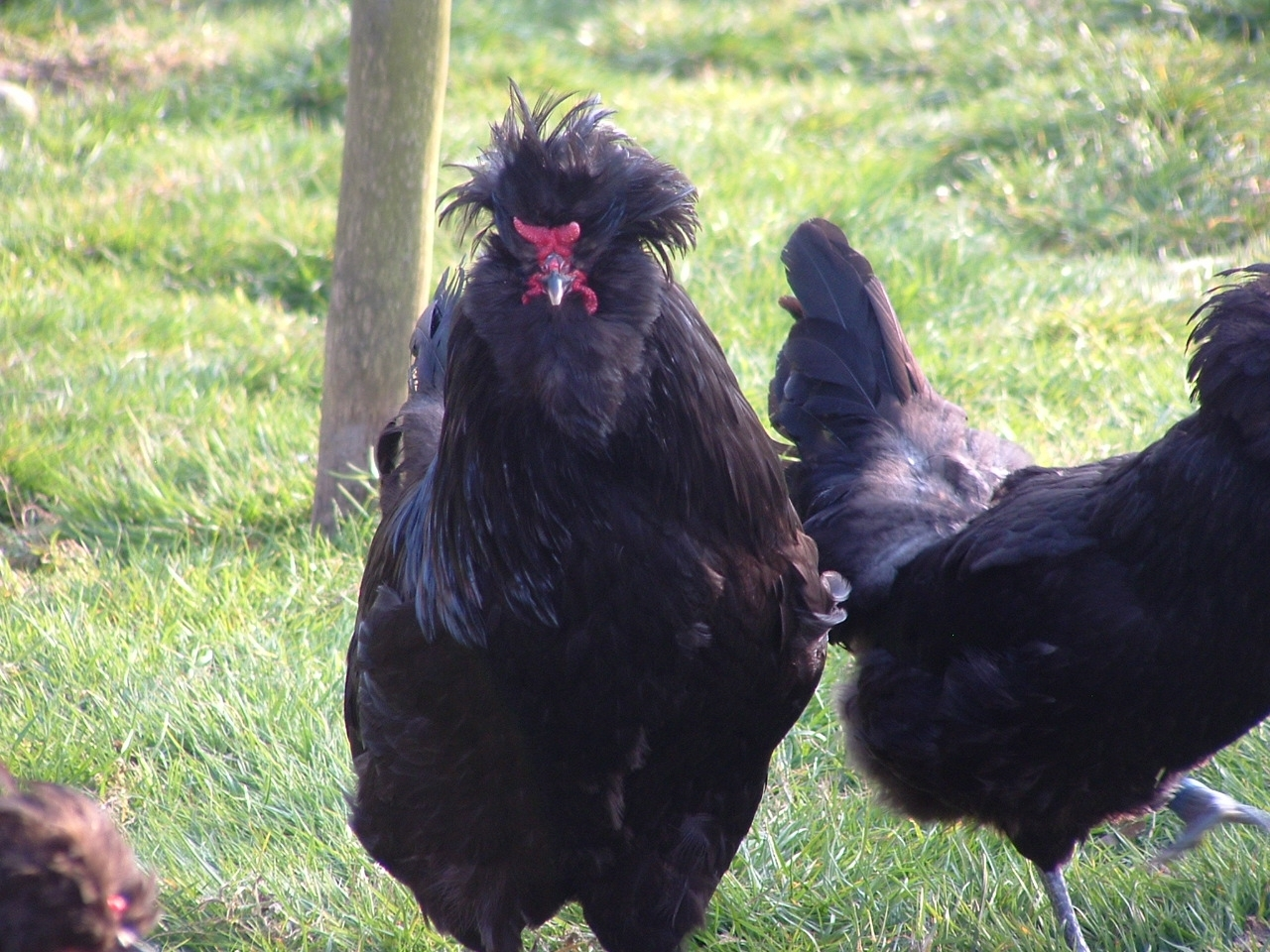
jonge haan
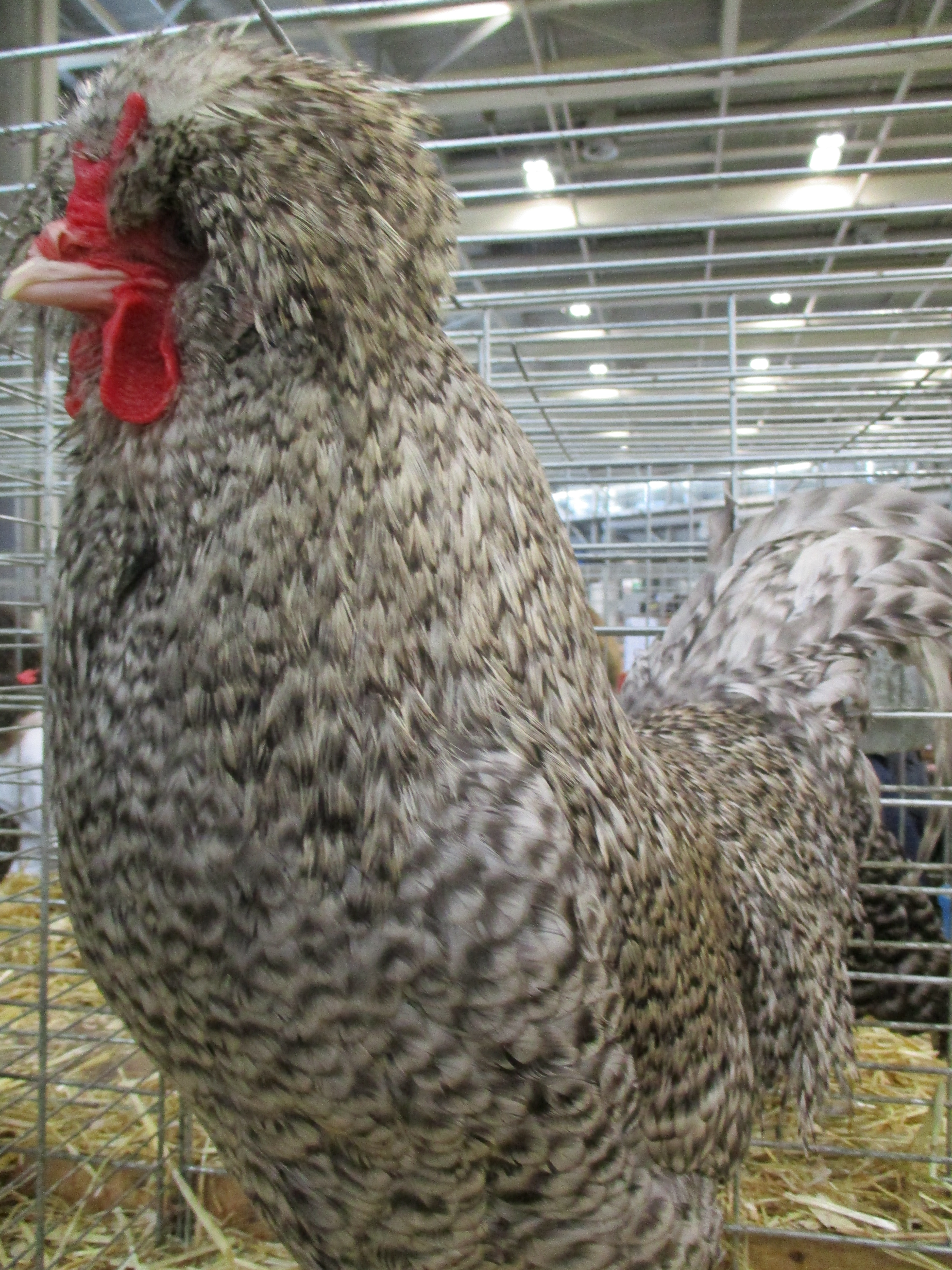
kleurslag koekoek

Bronnen
- Geïllustreerde Kippen Encyclopedie, Esther Verhoef, Aad Rijs, Rebro, 2005